# Google assistent
Google assistent er en digital assistent, som benytter kunstig intelligens for at levere forskellige services til brugeren. Google Assistent ejes og drives af Google Inc.
Google assistent er integreret med en række forskellige produkter som f.eks:
- Google Home
- Google Pixel
- Sonos
- App til IOS og Android
- Bose Quietcomfort II

I september 2018 udkom Google Assistant på dansk. Det er derfor muligt for brugeren at tale dansk og få svar på dansk fra Google Assistent.